# Roger O. Hirson
Roger Overholt Hirson (* 5. Mai 1926 in New York City; † 27. Mai 2019 ebenda) war ein US-amerikanischer Drehbuch- und Theaterautor. Bekannt wurde er für die Bücher der Broadwaymusicals Pippin und Walking Happy. Pippin brachte ihm eine Nominierung für den Tony Award ein. Er war auch an vielen anthologischen Fernsehserien seit den 1950er Jahren beteiligt.

## Leben
Roger Hirson wurde als Sohn von Max Mortimer Hirson (Hirschsohn) und Hazel L. Ablowich in eine jüdische Familie geboren. Max stammte aus dem derzeit zu Russland gehörigen Windau, Kurland, während Hazel gebürtige US-Amerikanerin war. Er diente während des Zweiten Weltkriegs in der US-amerikanischen Armee in Europa. Er absolvierte ein Englisch-Studium an der Yale University und beendete dieses mit dem Bachelor-Abschluss. Über seine erste Ehefrau Alice Hirson kam er in Kontakt mit dem Fernsehproduzenten Robert Costello und begann in den 1950er Jahren für anthologische Fernsehserien zu schreiben. Ab den 1960er Jahren war er vor allem an verschiedenen Fernsehfilme beteiligt, vereinzelt auch an Kinofilmen. Außerdem wandte er sich Musicals zu. Zuletzt trat er 1991 als Drehbuchautor in Erscheinung.
Hirson war zwei Mal verheiratet. Die erste Ehe mit der Schauspielerin Alice Hirson wurde geschieden. Seine zweite Ehefrau verstarb 2007. Er war Vater zweier Kinder.

## Filmografie (Auswahl)
- 1952, 1955: The Philco Television Playhouse (Fernsehserie, 2 Episoden)
- 1955: Goodyear Television Playhouse (Fernsehserie, 3 Episoden)
- 1955–1956: Justice (Fernsehserie, 2 Episoden)
- 1956–1957: The Alcoa Hour (Fernsehserie, 2 Episoden)
- 1956–1960: Armstrong Circle Theatre (Fernsehserie, 9 Episoden)
- 1957: Kraft Television Theatre (Fernsehserie, Episode 10x34)
- 1957–1958: Studio One (Fernsehserie, 2 Episoden)
- 1958, 1960: Playhouse 90 (Fernsehserie, 2 Episoden)
- 1960: Sunday Showcase (Fernsehserie, Episode 1x18)
- 1962–1964: The DuPont Show of the Week (Fernsehserie, 3 Episoden)
- 1967: A Bell for Adano (Fernsehfilm)
- 1970: Die Geliebte des Priesters (Pieces of Dreams)
- 1975: Strike Force (Fernsehfilm)
- 1977: Des Teufels Saat (Demon Seed)
- 1984: Die Windsor-Papiere: Königsjagd (To Catch a King, Fernsehfilm)
- 1984: Charles Dickens’ Weihnachtsgeschichte (A Christmas Carol, Fernsehfilm)
- 1990: Der alte Mann und das Meer (The Old Man and the Sea, Fernsehfilm)
- 1991: Das Schicksal der Jackie O. (A Woman Named Jackie, Miniserie, 3 Episoden)

## Privat
Roger Hirson ist geschieden von Alice Hirson und hat zwei Söhne: David, der Theaterstücke schreibt, und Christopher Hirson, ein Jazzmusiker.